# Urgyen Tsomo
Urgyen Tsomo (1897–1961) fue una destacada maestra budista tibetana conocida como la Gran Dakini de Tsurphu (Tsurpu Khandro Chenmo). Fue la consorte del Khakyab Dorje, 15º Karmapa Lama. Fue considerada por otros maestros como la reencarnación de Yeshe Tsogyal, la esposa de Padmasambhava del siglo VIII, quien difundió el budismo en el Tíbet.
Su emanación ha sido igualmente reconocida en Mindrolling Jetsün Khandro Rinpoche.

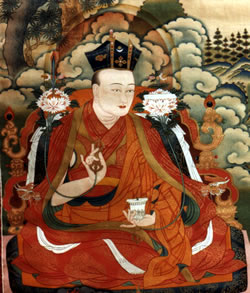
Khakyab Dorje, decimoquinto Karmapa Lama que se casó con Urgyen Tsomo

## Biografía
Urgyen Tsomo era una mujer joven que vivía con su familia en el valle de Tsurphu. Según una terma (una tradición de revelación continua en el budismo tibetano), cuando el 15º Karmapa Lama enfermó siendo ya un anciano, se predijo que se casaría con una dakini (un tipo de espíritu en el budismo Vajrayana) en forma humana que curaría su enfermedad y prolongaría su vida. La terma también indicaba el lugar donde encontraría a esta mujer. Khakhyab Dorje, que había soñado con ese lugar fue a buscarla. Urgyen Tsomo fue identificado en la aldea de Tsurpu. Se le pidió formalmente que viniera al Monasterio Tsurpu del XV Karmapa Lama para convertirse en su consorte y tratarlo por su enfermedad. Urgyen Tsomo sirvió al decimoquinto Karmapa Lama con devoción usando su poder espiritual, que se cree que lo curó de su enfermedad y por lo que vivió muchos años más.

También se dice que Urgyen Tsomo fue la reencarnación (emanación) de Yeshe Tsogyal, la esposa de Padmasambhava del siglo VIII, un maestro tántrico indio que estableció la escuela Nyingma del budismo tibetano en el Tíbet. Después de la muerte del Karmapa, Urgyen Tsomo se retiró en el monasterio con su sadhana y se convirtió en hermita. Con la recitación continua del mantra, alcanzó un "profundo nivel de experiencia y realización". Llegó a ser muy reverenciada y se le mostró el mismo respeto que se le daría a un lama. En ocasiones especiales, a Urgyen Tsomo se le dio un asiento de honor en un trono que era "tan alto como Khyentse o Kongtrul ". En 1959, se trasladó del Tíbet junto con el 16º Karmapa a un convento cerca del monasterio del Karmapa en Sikkim, donde murió unos años después.Tulku Urgyen Rinpoche, que la conoció en el Tíbet, la llamó una persona muy especial, una gran dakini.

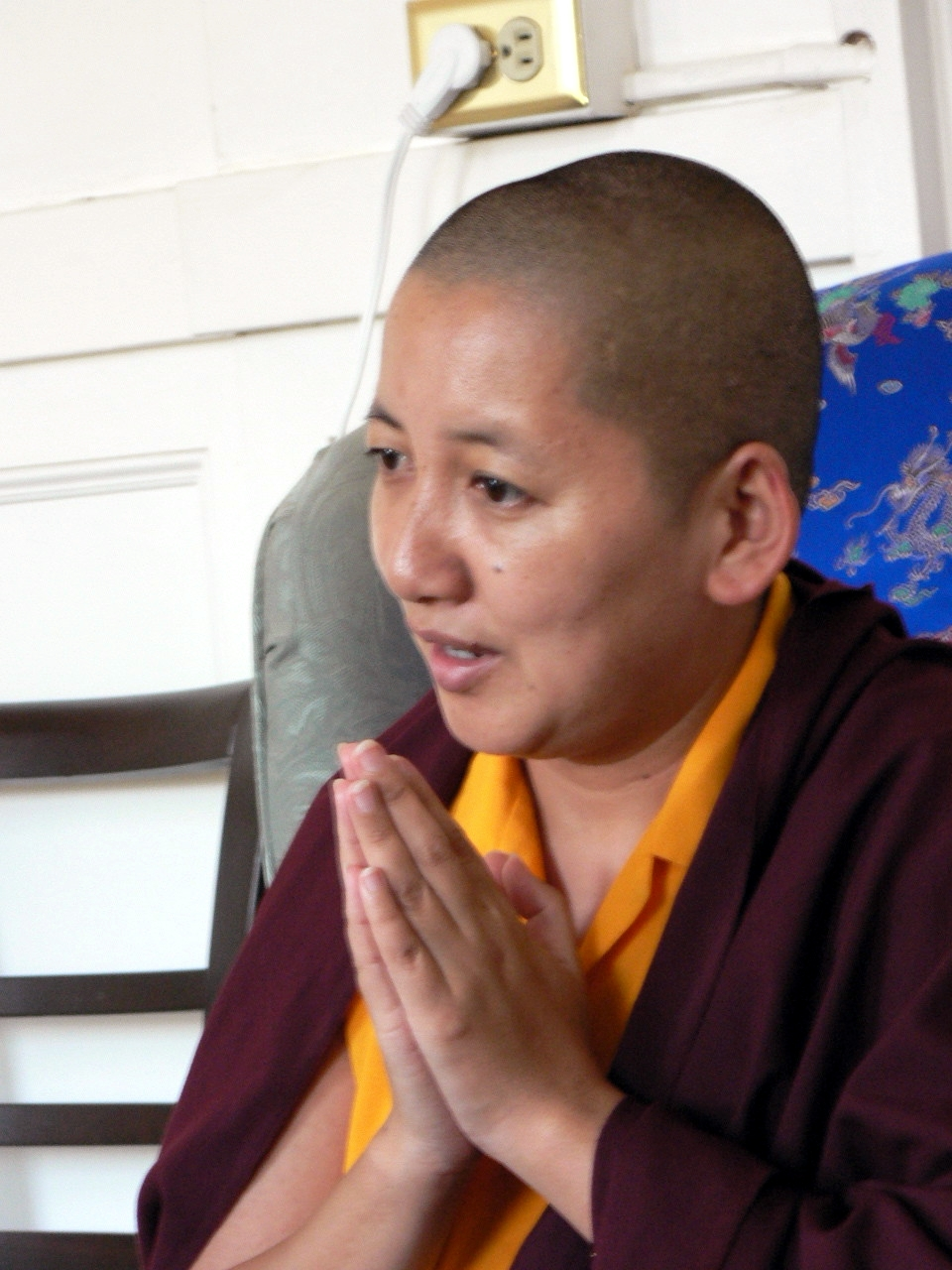
Jetsün Khandro Rinpoche en 2007.

## Reencarnación
Antes de su muerte, Urgyen Tsomo notificó a sus alumnos que renacería en el noreste de la India. Esta profecía se cumplió cuando su emanación fue identificada como Khandro Rinpoche, encontrada en Kalimpong en India. El 16º Karamapa en Sikkim también la identificó cuando tenía 10 meses como la reencarnación de Khandro Urgyen Tsomo o la Gran Dakini de Tsurphu.
Ahora es conocida como Su Eminencia Mindrolling Jetsün Khandro Rinpoche. Enseña budismo tibetano, a diferencia de sus predecesores. Ahora es la iniciadora del linaje Mindrolling y es considerada una tulku dentro del linaje Kagyu, con vínculos con los linajes Nyingma y Kagyu.